# Drosophila pentastriata
Drosophila pentastriata är en tvåvingeart som beskrevs av Toyohi Okada 1966. Drosophila pentastriata ingår i släktet Drosophila och familjen daggflugor.
Artens utbredningsområde är Nepal.